# Siemierz (województwo lubelskie)
Siemierz – wieś w Polsce położona w województwie lubelskim, w powiecie tomaszowskim, w gminie Rachanie.
| SIMC    | Nazwa          | Rodzaj    |
| ------- | -------------- | --------- |
| 0896798 | Horoszcze      | część wsi |
| 0896806 | Nowina         | część wsi |
| 0896812 | Ostrówek       | część wsi |
| 1025440 | Reforma        | część wsi |
| 0896829 | Siemierz Górny | część wsi |
| 1025462 | Zubówka        | część wsi |

W latach 1975–1998 miejscowość administracyjnie należała do województwa zamojskiego.
Wieś jest sołectwem w gminie Rachanie. Według Narodowego Spisu Powszechnego z roku 2011 wieś liczyła 313 mieszkańców.
Wierni Kościoła rzymskokatolickiego należą do parafii Nawiedzenia Najświętszej Maryi Panny w Wożuczynie.